# Suede
Suede er en engelsk britpop-gruppe, dannet i 1989 af Brett Anderson og Mat Osman. 
I 1990 tog gruppen mere form efter Bernard Butler, eks-The Smiths trommeslageren Mick Joyce og guitaristen Justine Frischmann var kommet med i gruppen, som sammen indspillede singlen "Be My God". Grundet kontraktlige problemer mellem bandet og pladeselskabet blev singlen dog ikke udsendt. Både Justine og Mike forlod kort tid efter bandet igen, og Simon Gilbert kom til.
I 1992 blev bandet udråbt til det "Bedste Nye Navn" i Storbritannien af musikbladet Melody Maker, dette endnu inden bandets debutsingle var kommet på gaden. I 1993 udkom debutalbummet Suede, med hitsangen "Animal Nitrate". I 1994 påbegyndte bandet indspilningen af deres andet album, men inden udsendelsen af albummet forlod Bernard Butler bandet. Han erstattedes senere på året af den kun 17-årige Richard Oakes. I 1996 blev gruppen udvidet med Neil Codling og deres tredje album Coming Up blev udsendt. I 2001 forlod Neil Codling bandet og erstattedes af Alex Lee. Ved gendannelsen i 2011 vendte Neil Codling tilbage i bandet.
I 2003 annoncerede bandet at man ville tage en længerevarende pause, men at bandet ville opfylde deres forpligtelser i forbindelse med deres igangværende koncertturne, kom der en ekstra koncert på turneen, nemlig i Vega, da bandet havde haft stor succes i netop Danmark. 
Kort tid efter begyndte rygterne om at et samarbejde mellem sanger Brett Anderson og tidligere guitarist Bernard Bulter var forestående, og i 2005 annonceredes det at de to havde dannet et nyt band, The Tears, som spillede på Arena-scenen på årets Roskilde Festival.
Efter Brett Anderson havde udgivet en række soloalbums, blev Suede gendannet i 2011, og beyndte at indspille et nyt album, der blev udgivet i marts 2013. Albummet fik flotte anmeldelser og blev kaldt et fremragende comeback for gruppen. Suede har udgivet 3 albums siden gendannelsen, alle efterfulgt af livetournéer.

## Medlemmer
- Brett Anderson (vokal), 1989 -
- Mat Osman (bas), 1989 -
- Richard Oakes (guitar), 1994 -
- Simon Gilbert (trommer), 1991 -
- Neil Codling (keyboard, guitar), 1995 - 2001, 2010 -

### Tidligere medlemmer
- Bernard Butler (guitar/piano), 1989 - 1994
- Alex Lee (keyboard), 2001 - 2003
- Justine Frischmann (guitar), 1990 - 1991
- Mike Joyce (trommer), 1990 - 1991

## Discography
- Suede (1993)
- Dog Man Star (1994)
- Coming Up (1996)
- Head Music (1999)
- A New Morning (2002)
- Bloodsports (2013)
- Night Thoughts (2016)
- The Blue Hour (2018)
- Autofiction (2022)
- Antidepressants (2025)